# Эротическая литература
Эротическая литература — литературный жанр, включающий в себя вымышленные и основанные на реальных событиях истории и рассказы на тему эроса (страстных, романтических или сексуальных отношений), предназначенные для возбуждения подобных чувств у читателей, в отличие от эротики, которая фокусируется куда больше на сексуальных чувствах. Эротическая литература может принимать форму романов, рассказов, поэзии, мемуаров, рассказывающих о реальных событиях и переживаниях, а также руководств по сексу. Общими чертами жанра являются сексуальные фантазии на такие темы, как проституция, оргии, садомазохизм и многие другие запретные темы и фетиши, которые могут выражаться или не выражаться откровенным языком. Другими общими элементами эротической литературы являются сатира и социальная критика. Большая часть эротической литературы издаётся с произведениями эротического искусства, иллюстрирующими текст.
Несмотря на внешнее общественное порицание эротической литературы, она не рассматривалась как серьёзная проблема до изобретения книгопечатания, поскольку затраты на изготовление отдельных рукописей ограничивали распространение их среди очень небольшой группы грамотных читателей. Изобретение же книгопечатания в XV веке принесло с собой как расширение рынка эротической литературы, так и усиление ограничений, включая цензуру и юридические препятствия на публикацию подобных произведений по причине их предполагаемой непристойности. Из-за этого значительная часть эротической литературы производилась подпольным образом.

## Эротическая поэзия

### Ранние периоды
Самая древняя известная любовная поэма записана клинописью на глиняной табличке Стамбул 2461 и представляет собой эротический монолог, написанный женщиной-оратором и адресованный королю Шу-Суэну.
В древнем Шумере целый цикл поэм был посвящён эротическим любовным утехам между богиней Инанной и её супругом Думузи-пастухом.
В «Песне песней Соломона», входящей в состав еврейской Библии (Танаха), прославляется сексуальная любовь, звучат «голоса двух влюблённых, восхваляющих друг друга, жаждущих друг друга, стремящихся предаться наслаждению».
Многие эротические стихи, относящиеся к древнегреческой и римской литературе, сохранились до нынешних времён. Древнегреческие поэты Стратон из Сард и Сапфо писали эротические лирические стихи. Поэт Архилох создал множество сатирических стихотворений, наполненных непристойными и эротическими образами. Эротические стихи продолжали появляться в эллинистические и римские времена благодаря таким авторам, как Автомедон («Профессионал» и «Деметрий удачливый»), Филодем из Гадары («Харито») и Марк Аргентарий. К известным римским эротическим поэтам относились Гай Валерий Катулл, Секст Проперций, Альбий Тибулл, Овидий, Марк Валерий Марциал и Децим Юний Ювенал, а также авторы анонимной «Книги Приапа». Некоторые более поздние латинские авторы, такие как Иоанн Секунд, также писали эротические стихи.
Шедевром эротической литературы считается поэма «Семь красавиц» (перс. هفت پیکر‎), также известная как «Бахрамнаме» (بهرام‌نامه), классика персидской поэзии Низами Гянджеви, написанная в 1197 году. Она является частью «Хамсе», сборника его пяти поэм. Помимо эротического содержания «Семь красавиц» отличаются и большим количеством нравоучений.
В эпоху Возрождения многие эротические стихи писались не для публикации, вместо этого они просто распространялись в рукописном виде среди относительно ограниченного круга читателей. Это был оригинальный способ популяризации сонетов Уильяма Шекспира, перу которого принадлежат также эротические поэмы «Венера и Адонис» и «Обесчещенная Лукреция».

### XVII и XVIII века
В XVII веке Джон Уилмот, 2-й граф Рочестер, (1647—1680) был известен своими непристойными стихами, многие из которых были опубликованы посмертно в сборниках его поэзии по его завещанию или другими повесами эпохи Реставрации, такими как сэр Чарльз Седли, Чарльз Сэквилл, 6-й граф Дорсет, и Джордж Этеридж. Хотя многие из стихотворений, приписываемых Рочестеру, на самом деле принадлежат другим авторам, его репутация распутника была такова, что издатели сборников эротических стихов веками потом использовали его имя как бренд. Одно стихотворение, которое наверняка было написано им, носит название «Прогулка в Сент-Джеймсском парке», в котором главный герой, стремящийся изначально заниматься оздоровительными физическими упражнениями в парке, вместо этого столкнулся там с «педерастами, изнасилованиями и инцестами» на земле, загрязнённой развратом с тех пор, как «древний пикт начал блудодействовать». Это стихотворение было подвергнуто цензуре при публикации сборников поэзии Рочестера ещё в 1953 году, хотя, впоследствии с общим изменением отношения к сексуальности, оно было представлено сценой в фильме «Распутник», повествующем о его жизни.
Английские сборники эротических стихов различных авторов включают в себя сборники «Чудаковатость» XVII века; «Остроумие и веселье, или таблетки, чтобы очиститься от меланхолии» (1698—1720); «Роксбургские баллады»; «Фолиант епископа Перси»; «Музыкальный сборник»; «Национальная баллада и песня: весёлые песни и баллады до 1800 года» (1895—1897) под редакцией Дж. С. Фармера; трёхтомник «Poetica Erotica» (1921) и его более непристойное дополнение «Immortalia» (1927) под редакцией Т. Р. Смита. К французским сборникам эротической поэзии относились «Весёлые музы» (1606), «Сатирический кабинет» (1618) и «Парнас сатирических поэтов» (1622).
Знаменитый сборник из четырёх эротических стихотворений, вышедший в Англии в 1763 году, назывался «Опыт о женщине». Он включал в себя заглавную часть, представляющую собой непристойную пародию на «Опыт о человеке» Александра Поупа; оригинальное стихотворение «Приди, Создатель, или молитва служанки»; «Вселенская молитву», непристойную пародию на одноимённую поэму Поупа, а также «Умирающий любовник — своему члену», которая пародирует "Умирающего христианина — своей душе " того же Поупа. Эти стихи приписывались Джону Уилксу и/или Томасу Поттеру и удостоились чести быть единственными произведениями эротической литературы, когда-либо прочитанными вслух в полном объёме в Палате лордов до того, как были объявлены непристойными и богохульными этим августейшим органом, а предполагаемый автор, Уилкс, объявлен вне закона.
Роберт Бёрнс при работе над сбором и сохранением шотландских народных песен, иногда перерабатывал, дополнял и адаптировал их для своего времени. Один из наиболее известных таких сборников — «Весёлые музы Каледонии» (название было дано не Бёрнсом), представляющий собой коллекцию песен с похабными текстами, которые были популярны в мюзик-холлах Шотландии ещё в XX веке.

### XIX век
Алджернон Чарлз Суинберн, один из выдающихся поэтов XIX века, посвятил большую часть своего творчества эротической поэзии, создав, в частности, 12 эклог о порке под названием «Записки о порке» «Руфуса Родуорти с аннотацией Баребама Берчингли», большинство которых было анонимно опубликовано в «The Whippingham Papers» (около 1888 года). Другой известной анонимной поэмой XIX века на ту же тему является «Родиада», приписываемая (по-видимому, ложно и в шутку) Джорджу Колману-младшему. Джон Кэмден Хоттен написал в 1872 году порнографическую комическую оперу «Пирушки леди Бумтиклер» на тему порки.
Французский поэт Пьер Луис основал литературный журнал «Раковина» («Conque») в 1891 году, где он опубликовал «Астарту», свой сборник ранних эротических стихов, но уже отмеченных его отличительной элегантностью и утончённостью стиля. Вслед за ним, в 1894 году, Луис выпустил ещё один эротический сборник из 143 стихотворений в прозе — «Песни Билитис» (Les Chansons de Bilitis), отличавшийся ярко выраженными лесбийскими мотивами.